# Aluminijski sapuni
Aluminijski sapuni su aluminijske soli viših masnih kiselina. Nastaju reakcijom u vodi topljivih alkalnih sapuna s otopinom aluminijeva sulfata. Njihovim otapanjem u mineralnom ulju dobivaju se maziva u obliku masti koja se izrazito vodootporna, ali imaju malu temperaturnu stabilnost.

## Važniji spojevi
- Aluminijev oleat i aluminijev palmitat služe za impregniranje tkanina.
- Aluminijev stearat je jedan od najvažnijih dodataka prilikom proizvodnje cementa. Dodaje se cementu (u nekim slučajevima i gotovom betonu) kako bi postao nepropustan za vodu.